# Partit Comunista de l'Índia
|  | Per a altres significats, vegeu «Partit Comunista de l'Índia (Marxista)». |

El Partit Comunista de l'Índia és un partit polític de l'Índia fundat el 26 de desembre de 1925. Va ser prohibit el 1942, però després de la segona guerra mundial, fou altre cop legalitzat. El 1999 només va baixar de 12 escons que tenia (Bengala Occidental, Andhra Pradesh, Bihar, Tamil Nadu i Kerala) fins a 4 escons (1 a Panjab i 3 a Bengala Occidental) però el 2004 va pujar a 10 (3 a Bengala, 3 a Kerala, 2 a Tamil Nadu, 1 a Jharkhand i 1 a Andhra Pradesh).
Organitzacions de masses:
- All India Youth Federation
- All India Students Federation
- National Federation of Indian Women
- All India Trade Union Congress
- All India Kisan Sabha
- Bharatiya Khet Mazdoor Union